# De Rosario y de Central
De Rosario y de Central es un libro escrito por el periodista argentino Jorge Brisaboa (nacido en Rosario en 1951, fallecido en la misma ciudad en 2017), en 1996. Aborda la historia del club rosarino, desde su fundación hasta el título de la Copa Conmebol 1995. Cuenta con prólogo de Roberto Fontanarrosa.

## Introducción
Marcó el inicio de un nuevo ciclo de publicaciones acerca de la historia y la idisioncracia del Club Atlético Rosario Central; previo a este, se habían sucedido libros y revistas tales como Revista Cincuentenario de Rosario Central (de Cipriano Roldán, Juan Pascual y Osvaldo Albertelli. 1940), Rosario Central: Bodas de Brillante (de M. C. Gómez, 1964), Historia de Rosario Central (de Andrés Bossio, 1985, RR Ediciones). 
Posteriores a De Rosario y de Central son, por ejemplo, los libros Canalladas: Historias de la Pasión (de Roberto Caferra y Mariano Armentano, 2000, Homo Sapiens Ediciones), Rosario Central: fútbol profesional 1939-1999 (de Carlos Durhand, 2000, Editorial Tres Tintas), Rosario Central (2002, Editorial Atlántida), Gigantes (de Eduardo Castilla y Lisandro Sonsogni, 2005), Poesías en Azul y Amarillo (de Antonio Spitale, 2006), Mi historia con Rosario Central (de Roberto Fontanarrosa, 2006), La Hinchada Te Saluda Jubilosa (de autores varios, 2008, Fundación Ross), El Gigante de Arroyito: la verdadera historia (de Fabio Bazán, 2009, Editorial Cultura Canaya), De Chiquito yo te vengo a ver: Rosario Central para canayitas (de Fabio Bazán, 2009, Homo Sapiens Ediciones), Crónicas Canallas (de Santiago Llach, 2013, Editorial Blatt & Ríos), Ángel Canalla (de Guillermo Ferretti, 2013, Homo Sapiens Ediciones).
En De Rosario y de Central, Brisaboa analiza cada tramo de la historia canalla relacionándolo con el contexto nacional y rosarino de la época, enmarcándolos con las principales incidencias a nivel internacional. Así, las primeras páginas desandan el origen del club en una ciudad que comenzaba a vivir su momento de gran explosión, fijado principalmente en el crecimiento del ferrocarril, inherente además al surgimiento del club auriazul; la llegada de los primeros ingleses, quienes trajeron el fútbol a estas tierras, el avenimiento de las masas obreras desde distintos puntos de la región y la idiosincrasia propia de los nativos de la ciudad, forjando la identidad del club. En tiempos posteriores, se detallan los cambios producidos por la profesionalización del fútbol, las primeras participaciones en los torneos de AFA y la relación de la popular institución con el peronismo. Luego, las épocas doradas con las conquistas de títulos, los vaivenes entre los años 1980 y los años 1990, a la par de los del país, hasta llegar a la apoteótica victoria internacional en la Copa Conmebol.
El libro se nutre de diversas entrevistas a los principales actores contemporáneos: así desfilan futbolistas como Omar Palma, Aldo Poy, Mario Kempes, Roberto Gramajo, Harry Hayes (hijo), Edgardo Bauza; entrenadores de la talla de Ángel Tulio Zof, Carlos Timoteo Griguol; dirigentes tales como Víctor Vesco, Antonio Rodenas.

## Participantes
Dedica capítulos y apartados a numerosos jugadores: Zenón Díaz, Harry Hayes, Antonio Miguel, Serapio Acosta, Luis Indaco, Rubén Bravo, Alfredo Fógel, Torito Aguirre, Alejandro Mur, Juan Carlos Biagioli, Marcelo Pagani, Benjamín Santos, José Jorge González entre otros; dirigentes, Thomas Hooper, Federico Flynn, Adolfo Boerio; personalidades del arte y la cultura general, Quique Pesoa, Alberto Olmedo, Enrique Llopis, 
La Trova Rosarina, Fito Páez, Lalo de los Santos, Che Guevara.